# In hoc signo vinces

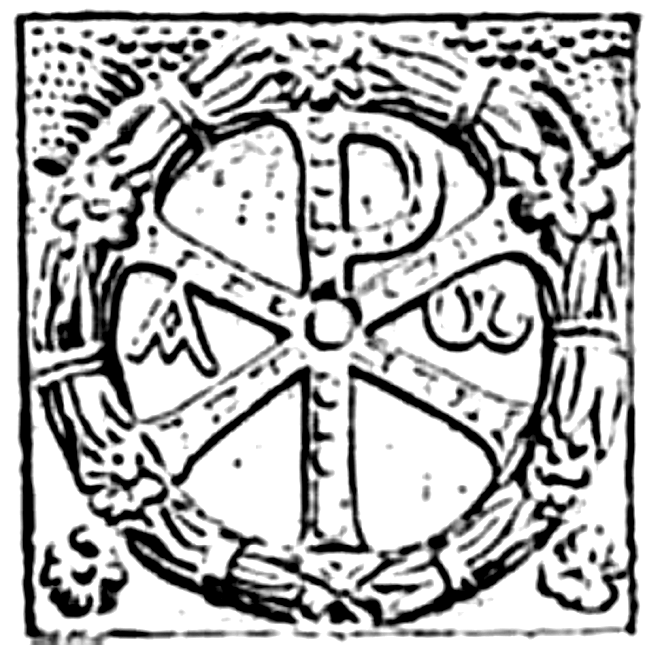
Labarum

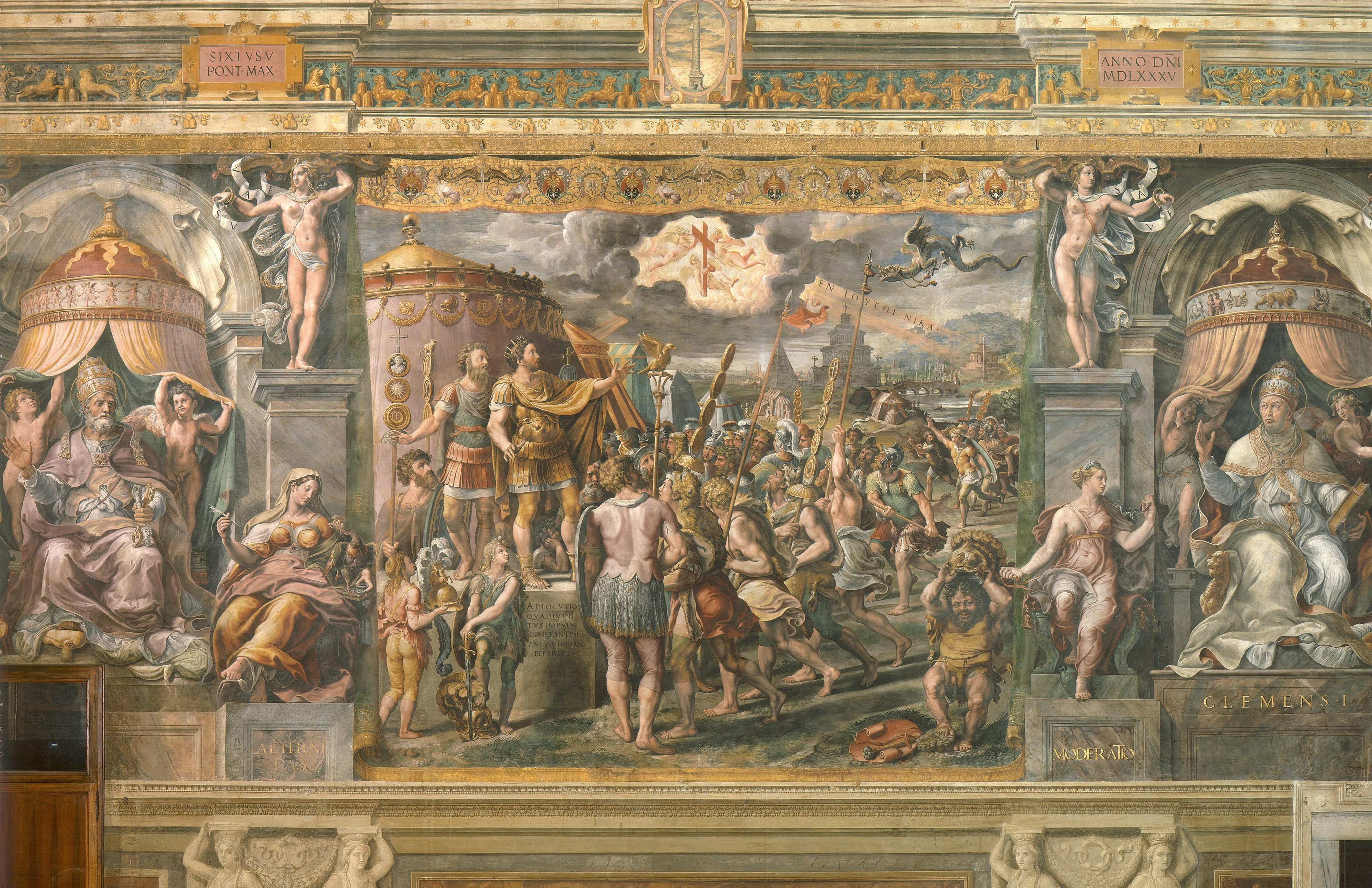
Raffael u. a.: Die Erscheinung des Kreuzes in den Stanzen des Raffael – Auf dem Fresko ist das Kreuz und die Worte 'Ἐν τούτῳ νίκα' zu sehen.

In hoc signo vinces (deutsch: „In diesem Zeichen wirst du siegen“) ist eine lateinische Redewendung. Sie bezieht sich auf den Sieg Konstantins des Großen gegen seinen Rivalen Maxentius im Jahr 312 in der Schlacht bei der Milvischen Brücke.
Der Bischof und Kirchenschriftsteller Eusebius von Caesarea ist Verfasser einer Biographie Kaiser Konstantins (Vita Constantini). In dieser berichtet er von der Schlacht im Jahr 312 (Vita Constantini I 28–30). Konstantin und sein Heer hätten zu Mittag ein Kreuz aus Licht über der Sonne mit den Worten „Ἐν τούτῳ νίκα“ (En toutō nika) gesehen. Dieses Zeichen sei Konstantin lange nicht verständlich gewesen, weshalb ihm in der Nacht vor der Schlacht Jesus Christus mit dem gesehenen Zeichen im Traum erschienen sei, ihm erklärte, dass er das Zeichen gegen seine Feinde einsetzen solle, und seine Verwendung als Schutz- und Siegeszeichen angewiesen habe. Eusebius berichtet weiter, dass Konstantin daraufhin befohlen habe, das Labarum als Feldzeichen zu verwenden (vergleiche Christusmonogramm).
Die lateinische Wiedergabe in hoc signo vinces (also in Futur-Form) des griechischen Originaltextes ist allerdings ungenau. Der bei Eusebius überlieferte Text lautet richtig übersetzt (so auch die Wiedergabe in den meisten historischen Fachpublikationen): „Durch dieses siege“. Die modifizierte lateinische Wiedergabe hoc signo victor eris („Unter diesem Zeichen wirst du Sieger sein“) findet sich zwar auf Münzen, allerdings nicht zu Konstantins Lebzeiten.
Der Satz ziert das Stadtwappen von Pilsen. Das Nomen sacrum IHS wird teilweise als Abkürzung für „In hoc signo vinces“ gedeutet. Die Zigarettenmarke Pall Mall führte den Satz auf dem Schriftband unter ihrem alten Markenzeichen.